# Toldalagi-palota (Marosvásárhely)
A marosvásárhelyi Toldalagi-palota (Rózsák tere 11. szám) a főtér és a Színház tér sarkán álló 18. századi barokk épület, jelenleg a Megyei Múzeum néprajzi részlege működik benne. 1759-1772 között épült Luidor János (Jean Louis D'or) francia származású építész tervei szerint. A belső díszítéseket Schmidt Pál és Anton Schuchbauer szobrász készítette. A palota építtetője gróf Toldalagi László, a Királyi Tábla ülnöke volt (a homlokzaton levő ikercímer és márványtábla az ő emlékét idézi). 1786-ban itt volt a Kapsonczai Nyerges Ádám által létesített nyomda, amit 1802-ben a Református Kollégiumnak adományoztak. Az 1920-as években bank, majd az 1960-as években végzett restaurálás után a Maros Megyei Múzeum történelmi, majd 1984-től a néprajzi részlege költözött az épületbe.

## Képek

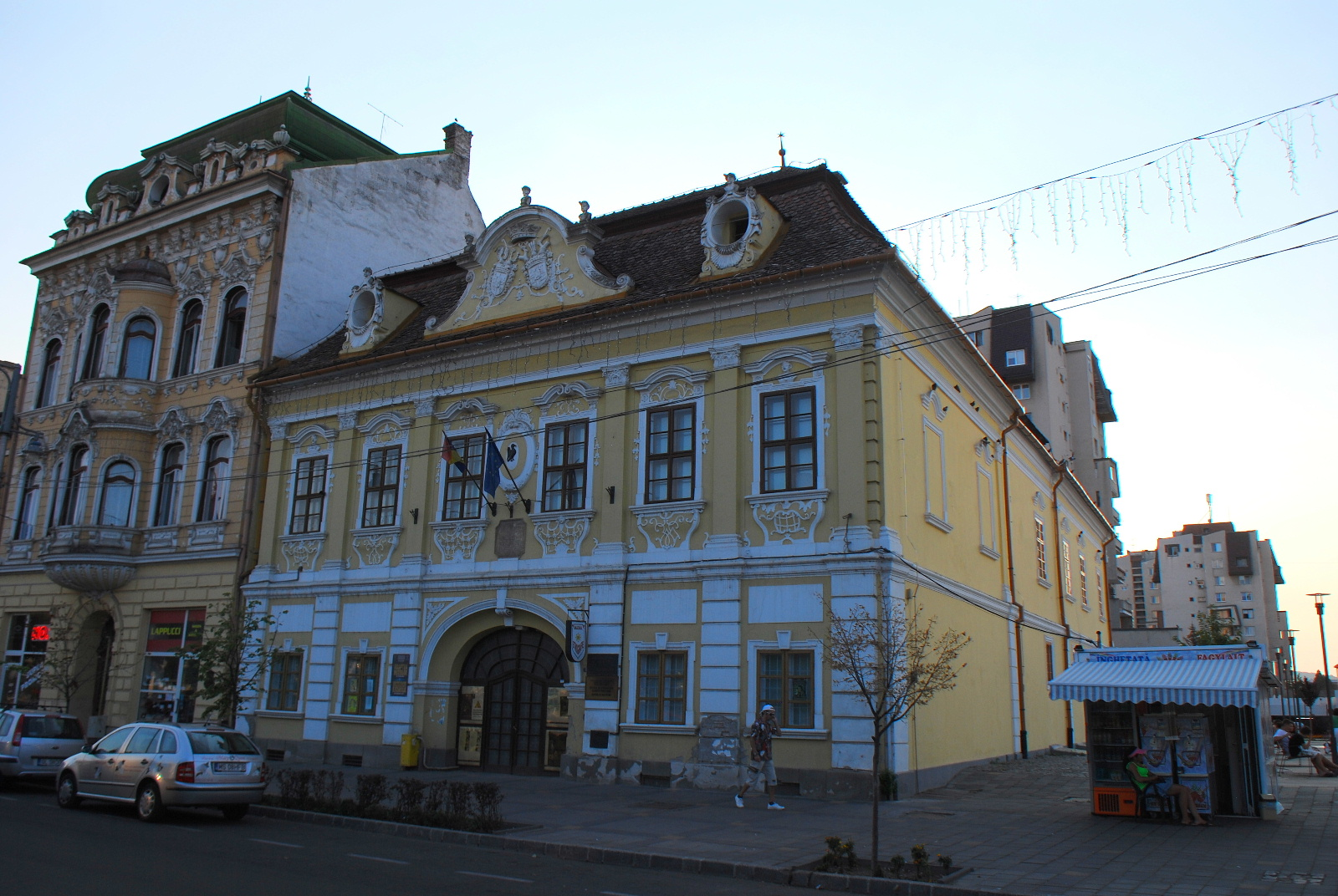
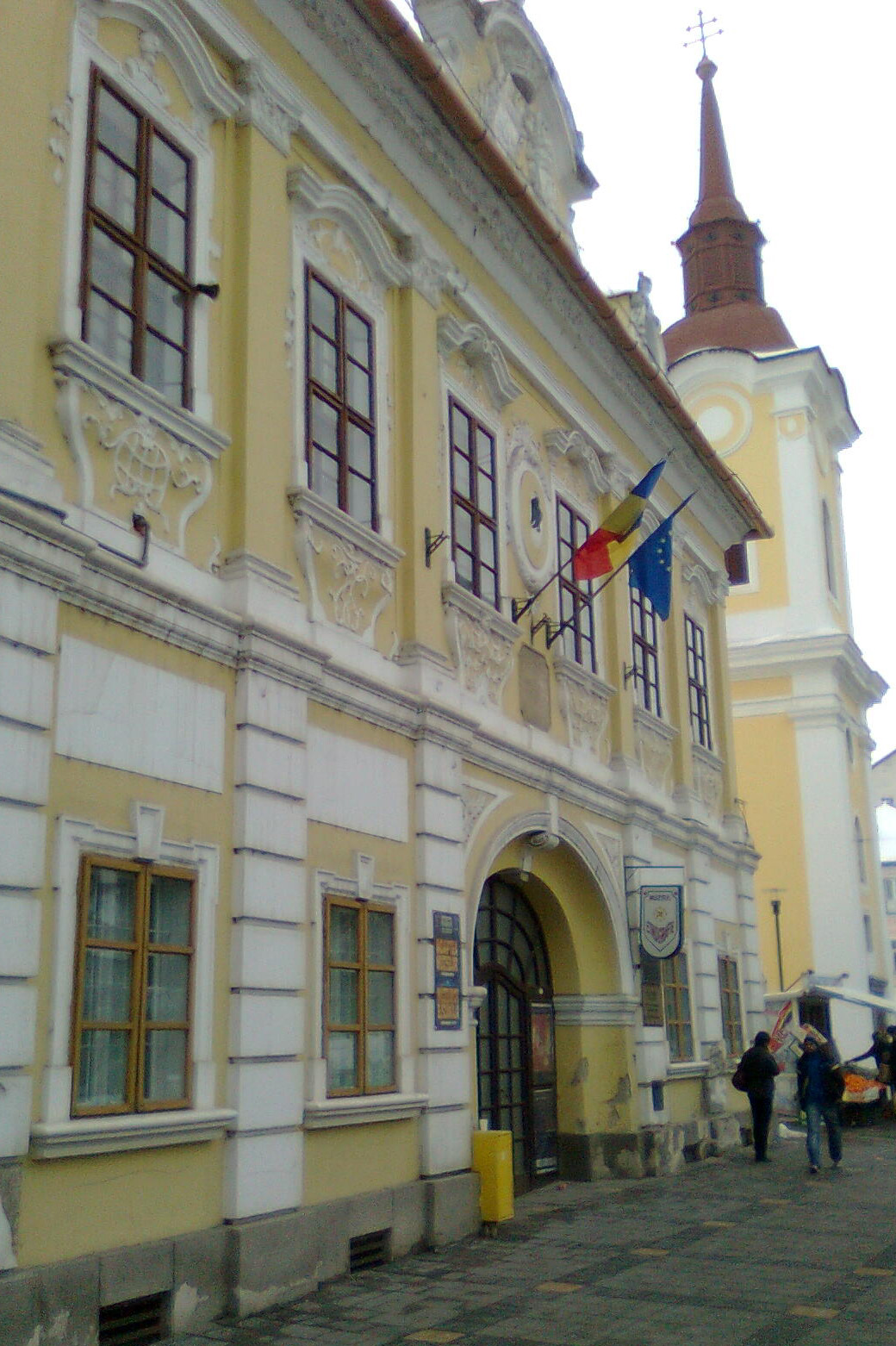
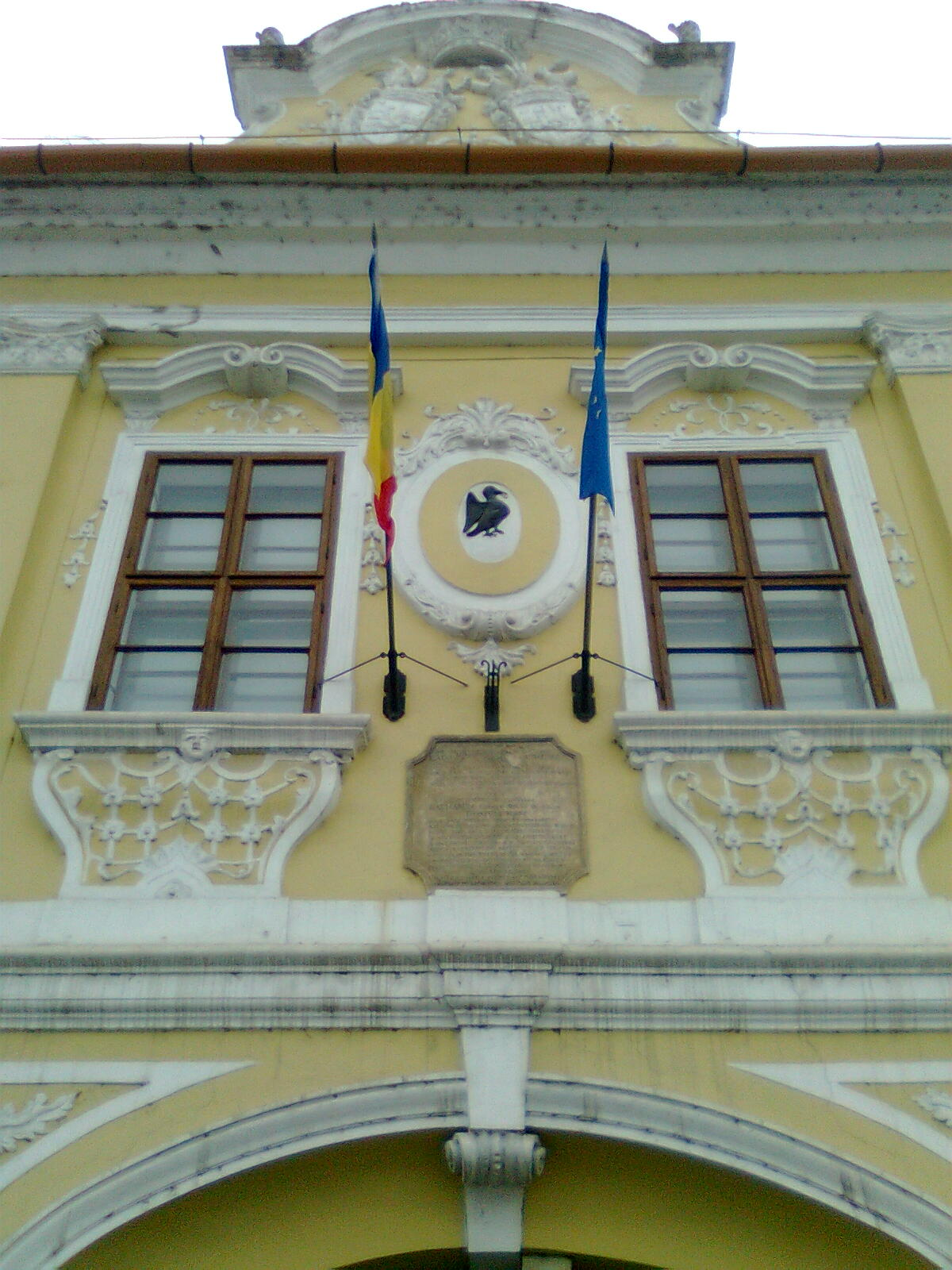
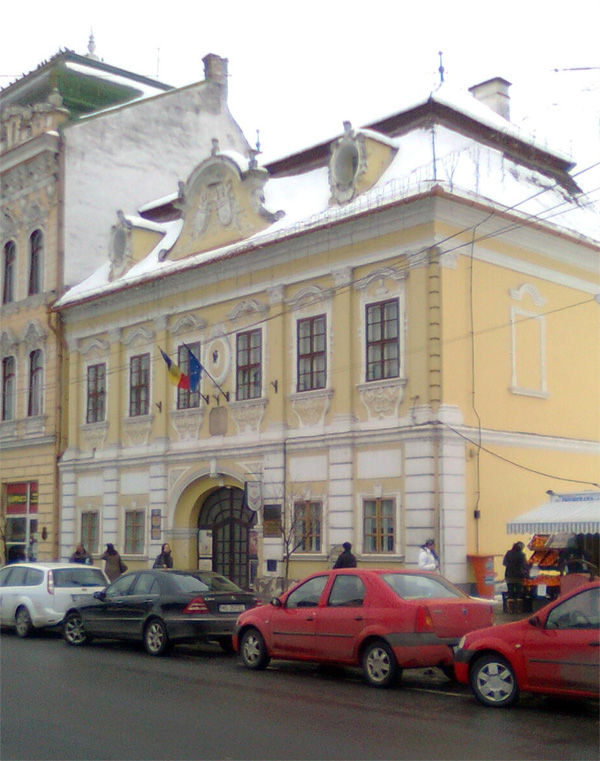